# Конституция Турции (1924)
Конституция 1924 года, официально называемая Конституцией Турецкой Республики (осм. Teşkilât-ı Esasiye Kanunu, тур. 1924 Türk Anayasası  — Основной Закон республики) — основной закон Турецкой Республики с 1924 по 1961 год. Она пришла на смену Конституции 1921 года и была ратифицирована Великим национальным собранием Турции 20 апреля 1924 года, после провозглашения республики. Она оставалась в силе до государственного переворота 1960 года, после чего была заменена Конституцией 1961 года.

## Обзор
Конституция Турции 1924 года состояла из 105 статей и была разделена на шесть разделов:
- Раздел I — Основные положения, статьи 1—8: Раздел I описывает основные концепции недавно созданного турецкого правительства. Они включают положения о создании республики, в которой законодательная и исполнительная власть находится в руках Великого национального собрания Турции, которому даны полномочия избирать президента Турции. Судебная власть распространяется на независимые суды, которые санкционируются Национальным собранием в соответствии с установленными им законами. Положения также объявляют столицей страны Анкару, государственной религией — ислам, а официальным национальным языком — османский язык[2].
- Раздел II — Законодательная власть, статьи 9—30: Раздел II устанавливает законы о выборах нового правительства, законодательные возможности Национального собрания и процедуру выборов президента Турции. Право голоса предоставляется гражданам Турции в возрасте 18 лет и старше, а лица в возрасте 30 лет и старше могут баллотироваться на официальные должности в правительстве, если они отвечают требованиям, предъявляемым к должности[3]. Выборы членов Национального собрания проводятся каждые четыре года, и избранные члены сохраняют свои должности до окончания срока полномочий, если они не будут переизбраны или подвергнуты импичменту путём голосования в Собрании[4]. Национальное собрание наделено единоличной законодательной властью, а также контролем над национальным бюджетом и созданием международных договоров[5].
- Раздел III — Исполнительная власть, статьи 31—52: Раздел III устанавливает порядок избрания на должность президента Турции и пределы полномочий исполнительной власти. Президент избирается каждые четыре года после выборов в Национальное собрание, избирается членами нового Национального собрания и вступает в должность сразу после своего избрания[6]. Этот раздел также наделяет президента правом утверждать и накладывать вето на законодательство, разработанное Национальным собранием, назначать министров, и наделяет президента властью над вооружёнными силами в качестве главнокомандующего[7].
- Раздел IV — Судебная власть, статьи 53—67: Раздел IV подробно описывает фундаментальную структуру судебной власти в новой республике, устанавливая обязанности официально назначенных судей и создание Верховного суда, состоящего из 21 члена. Этот Верховный суд состоит из 11 членов Апелляционного суда и 10 членов Государственного совета, которые избираются в Верховный суд своим составом. Решения Верховного суда являются окончательными и не могут быть предметом подтверждения или вето со стороны других ветвей власти[8].
- Раздел V — Публичное право турок, статьи 68—88: Раздел V определяет общие права и свободы, предоставляемые турецкому народу при новом правительстве. Эти права включают свободу слова, свободу собраний, свободу передвижения и свободу религии[9]. В этом разделе также даётся юридическое определение термина «турок», а также устанавливаются основные принципы налогового кодекса, который будет использоваться в новой республике[10].
- Раздел VI — Прочие положения, государственные должностные лица и служащие, финансы и поправки к Конституции, статьи 89—105: Заключительный раздел Конституции 1924 года включает положения, определяющие территории, входящие в состав нового турецкого государства, определяющие квалификацию кандидатов на государственные должности, устанавливающие порядок формирования государственного бюджета и порядок представления поправок к Конституции в Национальное собрание[11].

## Временная последовательность
Конституция 1924 года действовала в течение 36 лет с 1924 до 1961 года. За это время она послужила основой для многих фундаментальных изменений, превративших Турцию в современную, светскую и демократическую республику.
- Ратификация Конституции 20 апреля 1924 года.
- Список 150 персон нон грата Турции[англ.], ратифицированный 23 апреля 1924 года (пересмотренный 1 июня 1924 года), в котором 150 человек, имевших высокие посты при имперской власти или являвшиеся радикальными сторонниками султана Османской империи, были объявлены нежелательными в новой республике.

## Поправки
Первая поправка к Конституции вступила в силу 10 апреля 1928 года. В частности, была изменена статья 2 и исключено положение о том, что «Религией турецкого государства является ислам». Дальнейшие изменения последовали 10 декабря 1931 и 11 декабря 1934 годов. В результате женщины получили право голосовать и выставлять свою кандидатуру на выборах. В 1937 году конституция была изменена дважды. Закон № 3115 от 5 февраля 1937 года закрепил в Конституции шесть основных принципов Кемализма.
10 января 1945 года Конституция была пересмотрена Законом № 4695 в смысле тюркизации языка и переведена на современный турецкий язык. Однако этот пересмотр было отменён Законом № 5997 от 24 декабря 1952 года (опубликован 31 декабря 1952 года в Resmi Gazete Sayı 8297), который вернул Конституцию к её версии до 1945 года.

## Внешние ссылки
- Великое национальное собрание Турции (тур.)
- Полный текст Турецкой Конституции 1924 года на турецком языке (тур.)
- Конституция Турции 1924 года на английском (англ.)